# Alexey Voloshin
Alexey Voloshin, né le 23 octobre 1996 à Petropavl, est un coureur cycliste kazakh des années 2010.

## Biographie
En 2014, Alexey Voloshin termine troisième du championnat d'Asie sur route juniors et quatrième du Trofeo Guido Dorigo.
En 2015, il intègre l'équipe continentale Vino 4-ever. Au mois de juin 2016, il se classe huitième d'une étape et onzième du classement général du Tour de Corée. Durant l'été, il termine seizième du championnat du Kazakhstan sur route, puis participe au Tour du lac Qinghai, où il obtient une huitième place au sprint. Dans les semaines qui suivent, il se classe septième d'une étape sur le Tour de Bulgarie, puis treizième du Tour d'Almaty. En septembre, il participe aux championnats du monde sur route, organisés à Doha. Avec sa formation Vino 4-ever SKO, il finit seizième de l'épreuve disputée en contre-la-montre par équipes de marques. Quatre jours plus tard, il se présente au départ de la course en ligne espoirs, sous les couleurs du Kazakhstan. Il en prend la 41e place. 
Il arrête sa carrière à l'issue de la saison 2019.

## Palmarès
- 2013
  - 3e du championnat du Kazakhstan du contre-la-montre juniors
- 2014
  -  Médaillé de bronze du championnat d'Asie sur route juniors
- 2017
  - 2e étape du Tour d'Iran - Azerbaïdjan

## Classements mondiaux
| Année           | 2016 | 2017 | 2018   |
| --------------- | ---- | ---- | ------ |
| UCI Asia Tour   | 280e | 260e | 197e   |
| UCI Europe Tour |      |      | 1 120e |